# Theridion corcyraeum
Theridion corcyraeum là một loài nhện trong họ Theridiidae.
Loài này thuộc chi Theridion. Theridion corcyraeum được Paolo Marcello Brignoli miêu tả năm 1984.